# Casavells
Casavells, junt amb Cassà de Pelràs i Matajudaica, és un poble agregat al municipi de Corçà, al Baix Empordà, que forma un conjunt medieval.
Casavells va ser municipi independent fins al 1969. El 1846 havia incorporat Matajudaica, per la política de reducció del nombre de municipis.
El poble s'aglutina entorn de l'església romànica de Sant Genís, edificada bàsicament al segle xii. Des d'aquest indret s'obté una magnífica panoràmica del pla de Belleses. Al segle xvii el lloc formava, junt amb Llabià, Serra i Ullastret, una batllia reial.

## Galeria

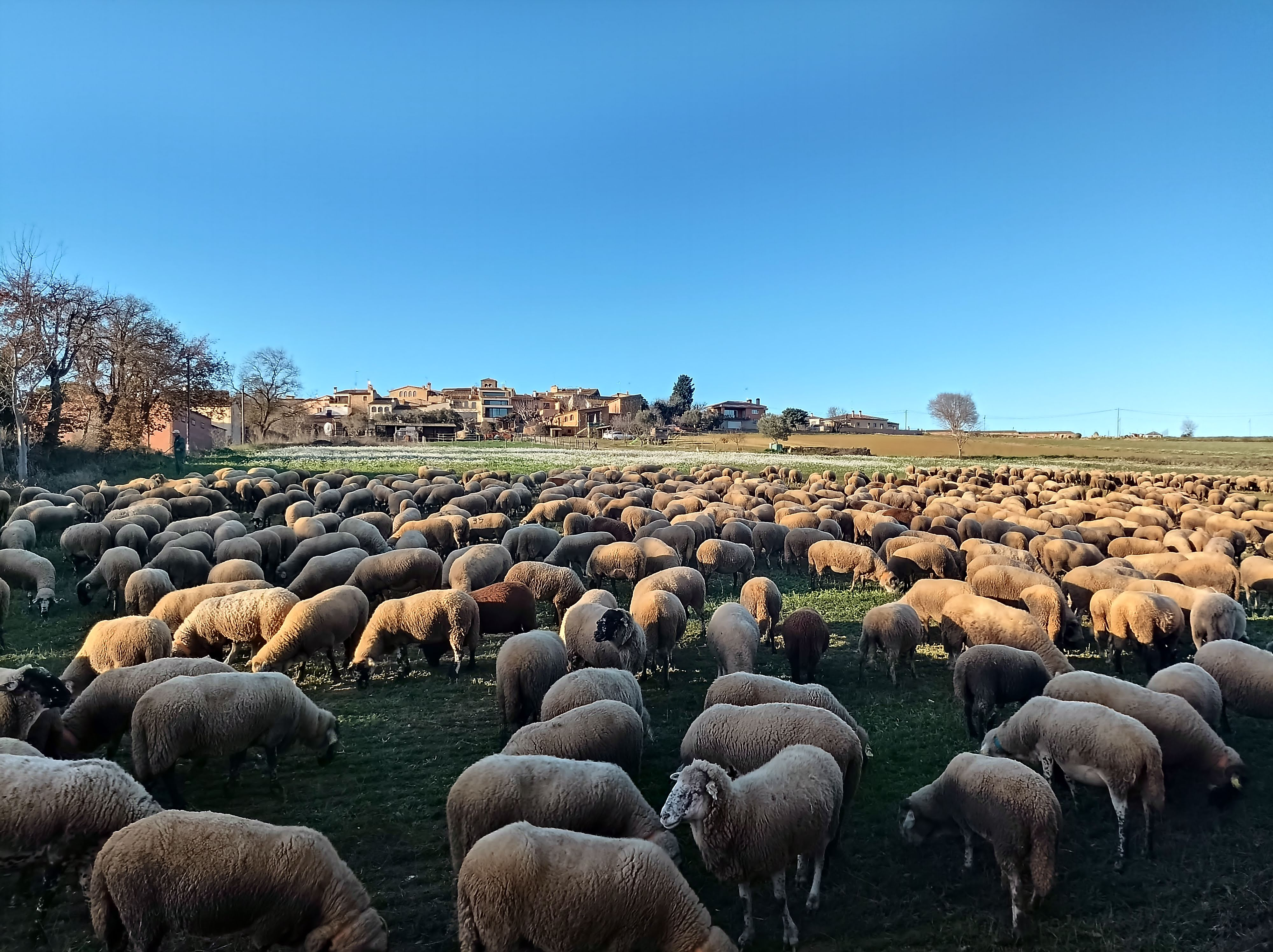
Ramat pasturant a Casavells
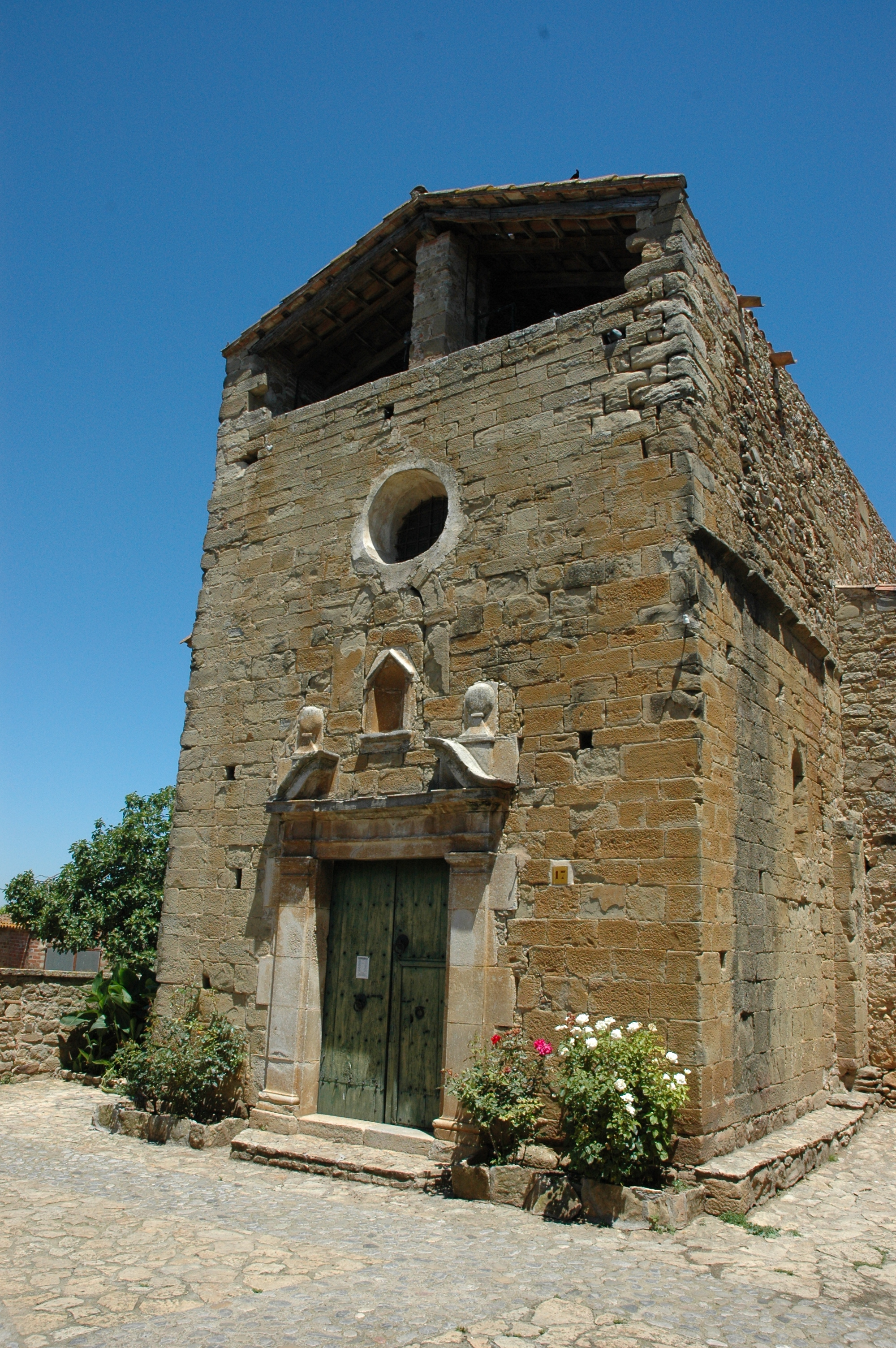
Església de Sant Genís de Casavells